# William Ged
William Ged, né en 1690 à Édimbourg (Écosse), mort le 19 octobre 1749 à Leith, est un orfèvre, puis imprimeur écossais, inventeur de la stéréotypie.

## Biographie
Il commence à travailler comme orfèvre à Édimbourg. Il est très vite connu pour ses innovations et ses inventions, notamment un procédé de « cire perdue » pour mouler les métaux et particulièrement les ouvrages délicats et la joaillerie. À la demande d’un client, imprimeur, qui regrette de devoir faire venir ses caractères de Londres (il n’y a pas alors de fondeurs de caractères en Écosse), il s’attaque à un nouveau système pour multiplier les formes imprimantes, afin d’imprimer plus rapidement et à meilleur coût, en économisant les caractères mobiles. La solution est de mouler une composition typographique (de caractères mobiles assemblés), de manière à en tirer une nouvelle forme imprimante en un seul bloc, que l’on peut utiliser pour imprimer et conserver pour un usage ultérieur, sans immobiliser les caractères. L’idée n’est pas nouvelle, mais le procédé de Ged est le premier qui ait été réalisé avec succès, à partir de 1725, date à laquelle il dépose son brevet. 
Il se rend à Londres pour y trouver des partenaires financiers. Il s’associe avec le libraire William Fenner et le fondeur de caractères Thomas James. Il envisage d’imprimer plusieurs livres, bibles et livres de prières pour l’université de Cambridge, mais se heurte à l’hostilité des imprimeurs et à l’indélicatesse de ses partenaires. Deux livres de prières seulement sont imprimés.
Il retourne alors à Édimbourg. Ses amis le soutiennent et l’aident à publier en 1736 les Œuvres de Salluste avec son procédé.
Il meurt ruiné, ayant par patriotisme refusé les offres d’imprimeurs hollandais.
Andrew Wilson, imprimeur de Lord Charles Stanhope (1753-1829), inventeur de la presse qui porte son nom, perfectionnera son invention, puis en 1784, toujours en Grande-Bretagne, Alexander Tilloch et l’imprimeur Andrew Foulis ; mais à cette période, de nombreux autres inventeurs, en France, en Hollande, en Allemagne, proposent leurs solutions et la stéréotypie connaîtra un grand développement pendant tout le XIXe siècle.